# World RX de Portugal 2017
El World RX de Portugal es una prueba de Rallycross en Portugal para la Campeonato Mundial de Rallycross. Se celebra en la Pista Automovél de Montalegre en Montalegre, que hace frontera con Orense, España.
Mattias Ekström llega líder del campeonato con su Audi S1, tras ganar en Barcelona.
Petter Solberg ganó en la pasada edición, con su Citroën DS3.

## Clasificaciones
| Pos. | No. | Piloto               | Equipo                   | Q1 (Puntos)   | Q2 (Puntos)   | Q3 (Puntos)   | Q4 (Puntos)   | Suma Total | Puntos intermedios |
| ---- | --- | -------------------- | ------------------------ | ------------- | ------------- | ------------- | ------------- | ---------- | ------------------ |
| 1    | 11  | Petter Solberg       | PSRX Volkswagen Sweden   | 2:40.246 (45) | 2:40.646 (45) | 2:40.500 (50) | 2:40.207 (45) | 185        | 16                 |
| 2    | 1   | Mattias Ekström      | EKS                      | 2:42.956 (39) | 2:42.170 (38) | 2:41.939 (45) | 2:41.821 (38) | 160        | 15                 |
| 3    | 3   | Johan Kristoffersson | PSRX Volkswagen Sweden   | 2:39.348 (50) | 2:39.297 (50) | 3:07.197 (23) | 2:43.001 (32) | 155        | 14                 |
| 4    | 9   | Sébastien Loeb       | Team Peugeot-Hansen      | 2:41.714 (42) | 2:41.783 (39) | 2:54.805 (25) | 2:40.815 (42) | 148        | 13                 |
| 5    | 15  | Reinis Nitiss        | EKS                      | 2:45.391 (30) | 2:43.199 (36) | 2:42.468 (42) | 2:41.031 (39) | 147        | 12                 |
| 6    | 6   | Janis Baumanis       | Team Stard               | 2:42.696 (40) | 2:44.515 (33) | 2:44.025 (37) | 2:42.284 (36) | 146        | 11                 |
| 7    | 71  | Kevin Hansen         | Team Peugeot-Hansen      | 2:43.864 (37) | 2:42.738 (37) | 2:44.300 (36) | 2:42.545 (34) | 144        | 10                 |
| 8    | 21  | Timmy Hansen         | Team Peugeot-Hansen      | 2:44.429 (35) | 2:44.810 (31) | 2:42.528 (40) | 2:42.531 (35) | 141        | 9                  |
| 9    | 7   | Timur Timerzyanov    | Team Stard               | 2:44.773 (33) | 2:41.755 (40) | 2:42.725 (39) | 2:43.821 (29) | 141        | 8                  |
| 10   | 13  | Andreas Bakkerud     | Hoonigan Racing Division | 3:08.891 (23) | 2:51.146 (24) | 2:42.985 (38) | 2:39.577 (50) | 135        | 7                  |
| 11   | 43  | Ken Block            | Hoonigan Racing Division | 2:47.222 (27) | 2:44.666 (32) | 2:44.481 (35) | 2:40.897 (40) | 134        | 6                  |
| 12   | 13  | Toomas Heikkinen     | EKS                      | 2:44.055 (36) | 2:46.574 (29) | 2:45.869 (31) | 2:41.829 (37) | 133        | 5                  |

## Semifinales

### Primera
| Pos. | No. | Piloto               | Equipo                   | Tiempo   | Pts |
| ---- | --- | -------------------- | ------------------------ | -------- | --- |
| 1    | 11  | Petter Solberg       | PSRX Volkswagen Sweden   | 3:57.377 | 6   |
| 2    | 3   | Johan Kristoffersson | PSRX Volkswagen Sweden   | +1.438   | 5   |
| 3    | 15  | Reinis Nitišs        | EKS RX                   | +3.881   | 4   |
| 4    | 71  | Kevin Hansen         | Team Peugeot-Hansen      | +5.631   | 3   |
| 5    | 43  | Ken Block            | Hoonigan Racing Division | +6.002   | 2   |
| 6    | 7   | Timur Timerzyanov    | STARD                    | +7.189   | 1   |

### Segunda

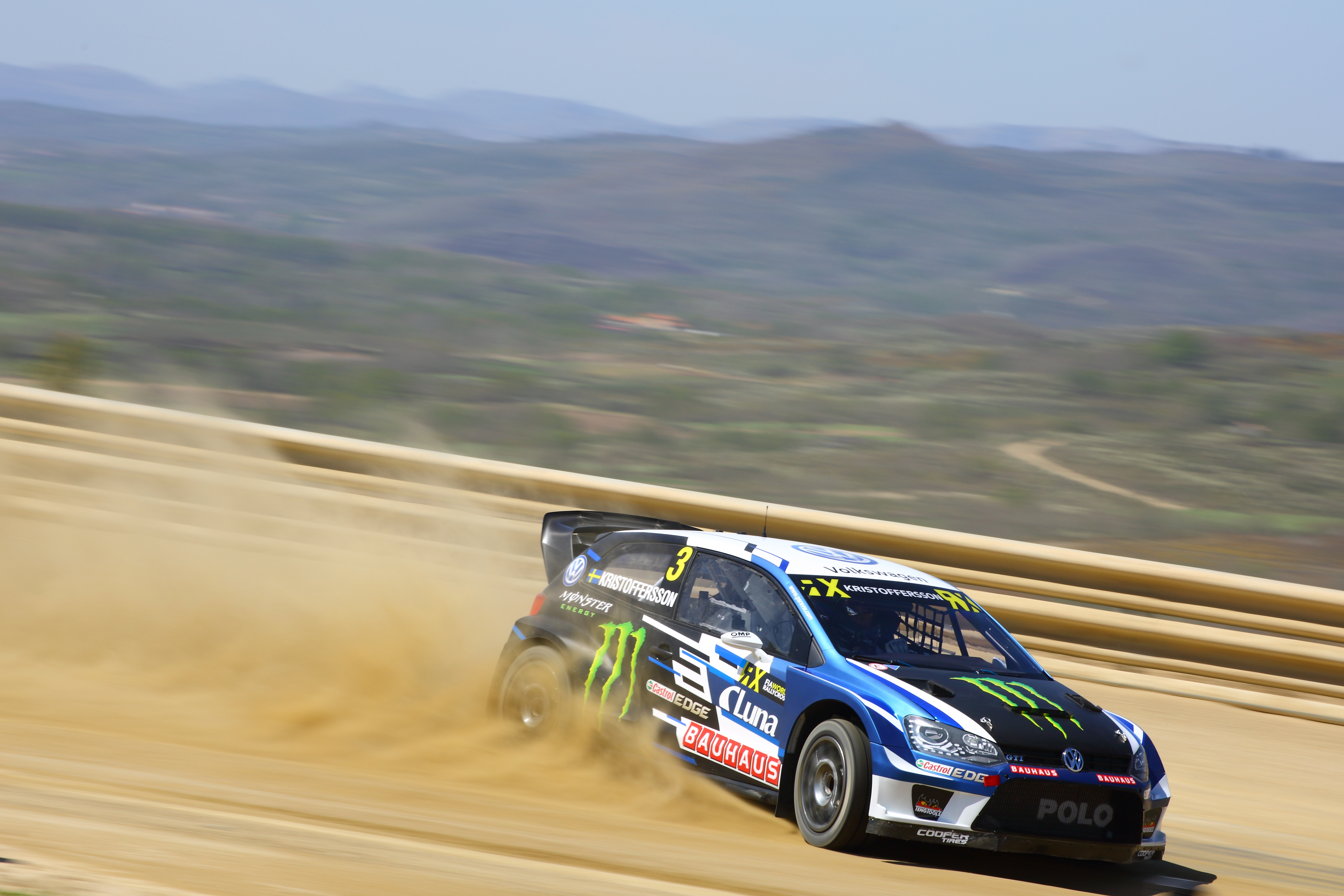
Johan Kristoffersson

| Pos. | No. | Driver           | Equipo                   | Tiempo   | Pts |
| ---- | --- | ---------------- | ------------------------ | -------- | --- |
| 1    | 1   | Mattias Ekström  | EKS RX                   | 3:58.543 | 6   |
| 2    | 9   | Sébastien Loeb   | Team Peugeot-Hansen      | +0.739   | 5   |
| 3    | 21  | Timmy Hansen     | Team Peugeot-Hansen      | +1.937   | 4   |
| 4    | 57  | Toomas Heikkinen | EKS RX                   | +4.787   | 3   |
| 5    | 6   | Jānis Baumanis   | STARD                    | +48.971  | 2   |
| Ret  | 13  | Andreas Bakkerud | Hoonigan Racing Division |          | 1   |

## Final
| Pos. | No. | Piloto               | Equipo                 | Tiempo   | Pts |
| ---- | --- | -------------------- | ---------------------- | -------- | --- |
| 1    | 1   | Mattias Ekström      | EKS RX                 | 3:59.345 | 8   |
| 2    | 9   | Sébastien Loeb       | Team Peugeot-Hansen    | +0.567   | 5   |
| 3    | 3   | Johan Kristoffersson | PSRX Volkswagen Sweden | +0.909   | 4   |
| 4    | 21  | Timmy Hansen         | Team Peugeot-Hansen    | +1.729   | 3   |
| 5    | 15  | Reinis Nitišs        | EKS RX                 | +2.590   | 2   |
| 6    | 11  | Petter Solberg       | PSRX Volkswagen Sweden | +31.143  | 1   |

## Campeonato tras la prueba
| Pos | Piloto               | Pts | Dif |
| --- | -------------------- | --- | --- |
| 1   | Mattias Ekström      | 29  |     |
| 2   | Timo Scheider        | 26  | +3  |
| 3   | Andreas Bakkerud     | 22  | +7  |
| 4   | Johan Kristoffersson | 21  | +8  |
| 5   | Petter Solberg       | 19  | +10 |